# 热基蒂尼奥尼亚
热基蒂尼奥尼亚是巴西米纳斯吉拉斯州的一个市镇。总面积3517.529平方公里，总人口23982人，人口密度6.8人/平方公里。